# Бекеши, Илона
Илона Бекеши (венг. Békési Ilona, род. 11 декабря 1953 года в Будапеште) — венгерская спортивная гимнастка.
Представляла Венгерскую Народную Республику на двух Олимпиадах, в 1968 году в Мехико и в 1972 году в Мюнхене. Бронзовая медалистка Олимпийских игр 1972 года в командном многоборье.

## Биография
Была в составе команды ВНР на Олимпийских играх 1968 года в Мехико, заняв с ней 5-е место в командном многоборье. При этом в личном зачёте (в личном многоборье) стала 38-й, ни в один финал в отдельных видах не вышла.
На Олимпийских играх 1972 года в Мюнхене стала в составе команды ВНР обладательницей бронзы в командном многоборье, при этом с 9-м местом по сумме в личном зачёте вышла в финал в личном многоборье и с 5-м местом на брусьях в финал в этом одном отдельном виде. В финале в личном многоборье стала снова 9-й, в финале на брусьях 5-й.